# Pleuronota laterimaculata
Pleuronota laterimaculata är en skalbaggsart som beskrevs av Ernst Gustav Kraatz 1894. Pleuronota laterimaculata ingår i släktet Pleuronota och familjen Cetoniidae. Inga underarter finns listade i Catalogue of Life.